# Juan Gil-Albert
Juan de Mata Gil Simón, connu sous son nom de plume Juan Gil-Albert (Alcoy, Alicante, 1er avril 1904 - Valence, 4 juillet 1994), est un poète et essayiste espagnol,.

## Note et références
1. ↑  (es) « Juan Gil-Albert ya forma parte del legado intelectual de 'La Caja de las Letras' del Instituto Cervantes », sur Diario ABC, 1er avril 2025 (consulté le 14 avril 2025)
2. ↑  (es) « Archivo Juan Gil-Albert. Inventario »  [PDF], sur Biblioteca Valenciana Nicolau Primitiu